# Kaple svatého Josefa (Brno)
Kaple svatého Josefa stávala v Brně-Jundrově minimálně od 17. století do roku 1958. Nacházela se na křižovatce dnešních ulic Nálepkova (bývalá jundrovská náves) a Lelkova.

## Historie

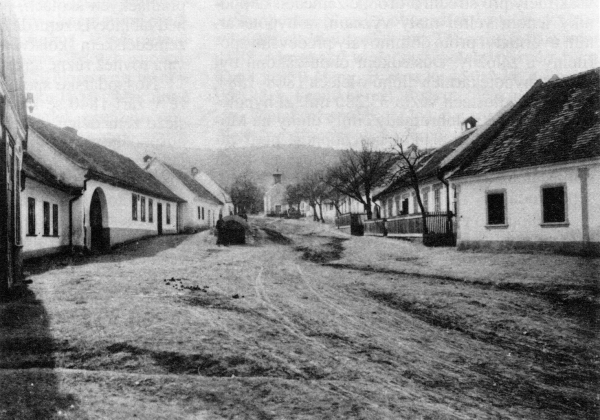
Náves v Jundrově (dnes ulice Nálepkova) s kaplí svatého Josefa

Jundrov patřil do roku 1323 ke kostelu Panny Marie na Starém Brně. Královna Eliška Rejčka, vdova po českém králi Václavu II., se rozhodla svěřit farní kostel Panny Marie na Starém Brně řádu cisterciaček, vybudovat klášter a zároveň postavit farní kostel v Komíně. Olomoucký biskup Konrád její záměr schválil a v roce 1324 byla sepsána zakládací listina. Pod správu této nové komínské farnosti patřily obce Komín, Jundrov, Žabovřesky a Manice (časem splynuly s Žabovřeskami).
Sestry augustiniánky dostaly obec Jundrov od markraběte moravského patrně brzy po roce 1375. Spravovaly zahrady, vinice a mlýn na Svratce. Po nich od roku 1581 dostali obec do správy jezuité. Nejstarší zmínka o původní jundrovské kapličce svatého Josefa pochází z roku 1657, kdy byla jezuity rozšířena. V roce 1813 byla kaple poškozena požárem, pak znovu vystavěna a rozšířena o sakristii. Posvěcena byla roku 1821. Kaple stála na rohu dnešních ulic Nálepkovy a Lelkovy, na okraji současného malého parku. Na vchodové straně stála nízká široká věž a nad ní se tyčil asi dva metry vysoký kříž. Nad dřevěným oltářem byly dvě sochy andělů. Třikrát denně se zvonilo na zvon „Josef“, který vážil 200 kg a byl darován majitelem brněnské slévárny Storkem. Během zvonění se kaple otevírala k modlitbě. Uvnitř byly uloženy ostatky svatého kříže. Mše svatá zde byla sloužena čtyřikrát ročně.
Kaple svatého Josefa však shromáždění věřících prostorově nevyhovovala. Po roce 1945 se začalo mluvit o stavbě nového kostela, jenž měl stát v nezastavěných částech blízko dnešní budovy úřadu městské části Brno-Jundrov (konec ulice Gellnerova). K tomu však nakonec nedošlo kvůli nástupu komunistů. Kolem roku 1947 byla pro účely slavení eucharistie přestavěna „Besídka“ jednoty Orla v prostoru orelského cvičiště nedaleko mostu na žabovřeské straně. V této kapli Pána Ježíše v Getsemanech se slavila mše svatá denně do roku 1950, k obnovení bohoslužeb došlo po roce 1989.

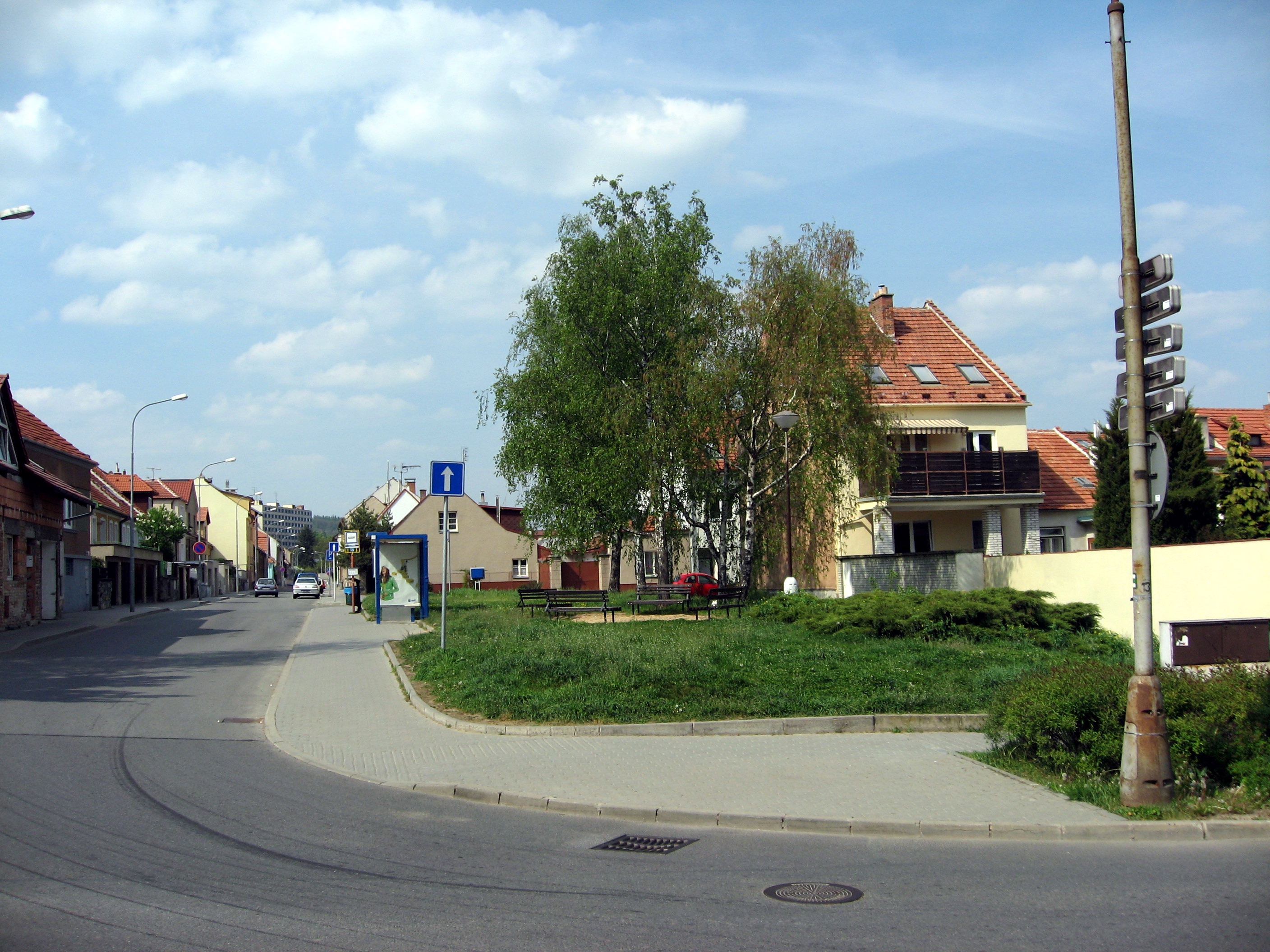
Pohled do ulice Lelkovy z ulice Nálepkovy. Těsně před fotografem stála v křižovatce kaple svatého Josefa.

Komunistický režim pod záminkou nevyhovující dopravní situace rozhodl o zboření kaple svatého Josefa na jundrovské návsi. Demolice byla vykonána dne 15. května 1958 přes protesty farního úřadu v Komíně.